# Лермонтов, Михаил Юрьевич (общественный деятель)
Михаи́л Ю́рьевич Ле́рмонтов (род. 27 января 1953, Пятигорск, Ставропольский край) — общественный деятель, доктор культурологии, кандидат технических наук, руководитель (предводитель) общественной организации «Союз потомков российского дворянства — Российское Дворянское Собрание» (с 2021 года), президент ассоциации «Лермонтовское наследие», директор Национального лермонтовского центра в Середниково, член Общественной палаты РФ пятого состава (2014—2017), председатель Общественного совета при Минкультуры России (2019—2022), председатель и основатель Московского клуба, лауреат Премий Правительства РФ в сфере культуры 2013 и 2018 годов.

## Происхождение
Михаил Лермонтов — прямой потомок Георга Лермо́нта, шотландского солдата, перешедшего на русскую службу и ставшего основателем российского дворянского рода Лермонтовых. Его отец, Юрий Владимирович Лермонтов (1928—2009), подполковник Советской армии, родился в семье полковника Ахтырского гусарского полка Владимира Михайловича Лермонтова (1874—1954) и фрейлины императорского двора Марии Владимировны (1886—1959), урождённой фон дер Лауниц, по линии которой он находится в прямом родстве с Санкт-Петербургским градоначальником, губернатором Тамбова, Архангельским Вице-Губернатором, предводителем Харьковского дворянского собрания, организатором в 1903 году прославления Серафима Саровского — Владимиром Фёдоровичем фон дер Лауницем (1855—1907) и Спасителем Петербурга, Освободителем Берлина, генералом-фельдмаршалом, светлейшем князем, главнокомандующим русской армией в русско-турецкой войне 1828—1829 годов Петром Христиановичем Витгенштейном (1769—1843) и восходящими по этой линии предками вплоть до смутного времени и Земского собора 1613 года.

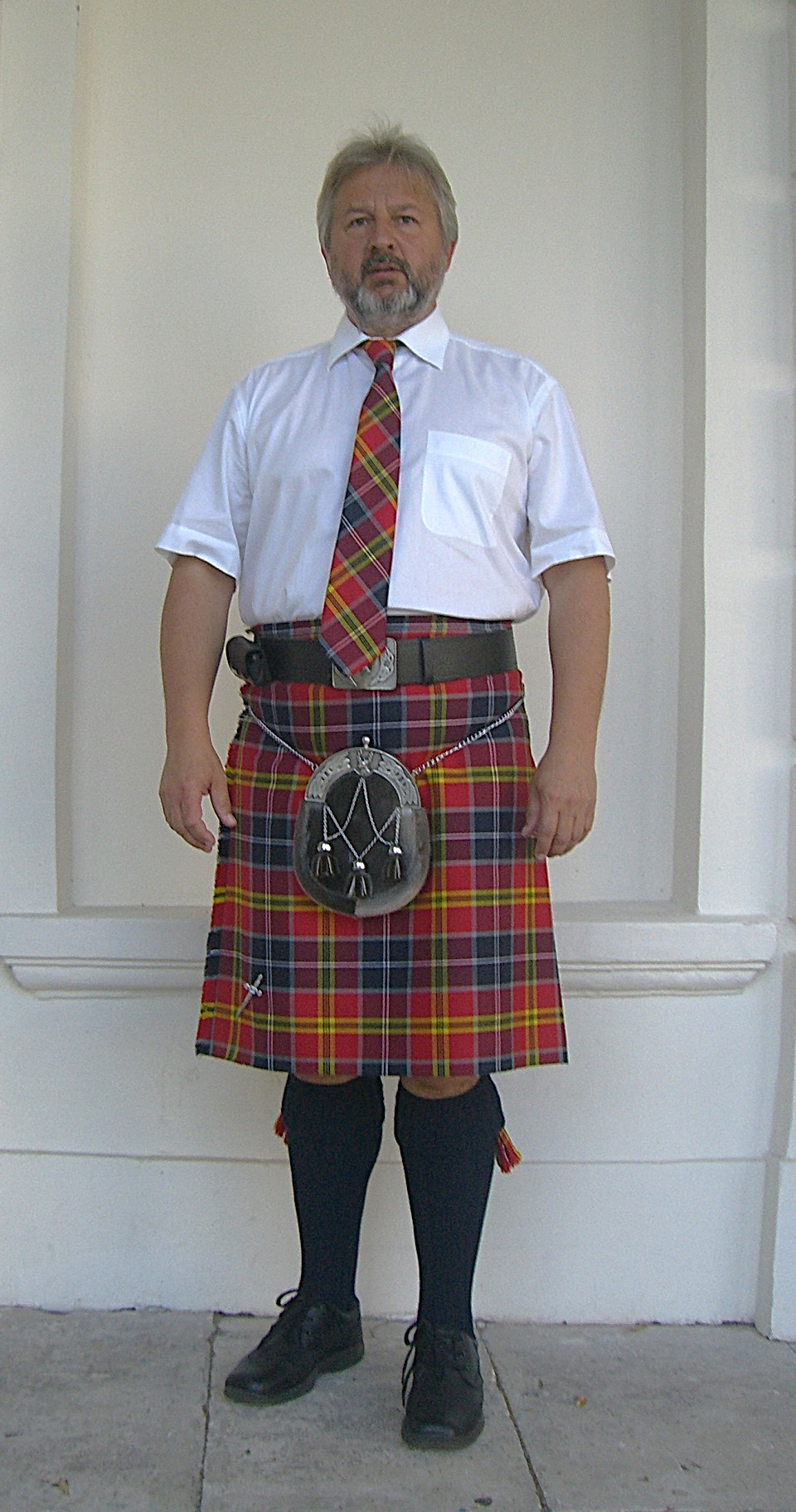
Михаил Лермонтов в именном килте, 2007 г.

В родословной рода Лермонтовых, приведённой в Лермонтовской энциклопедии:464-465, Михаил входит в 11 колено Колотиловской ветви, занимая 204 позицию. Поэт М. Ю. Лермонтов занимает 91 позицию и входит в 8 колено Измайловской ветви, прекратившейся с его смертью. Ближайшим общим предком для Михаила и русского литературного классика является стольник Юрья (Евтихия) Петрович Лермонтов (1673—1708), который входит в 3 колено родословной, где занимает 7 позицию.
В 2007 году в усадьбе Середниково, на встрече посвященной 950-летию рода, Директор Управления Шотландских Тартанов
(англ. Scottish Tartans Authority) Брайн Уилтон вручил семье, как признание заслуг и древности рода, специально разработанный для Лермонтовых тартан, зарегистрированный в Реестре тартанов Шотландии 01.12.2004 г. под № 6493, а также, персонально Михаилу Юрьевичу именной килт, передающийся только по наследству.

## Биография

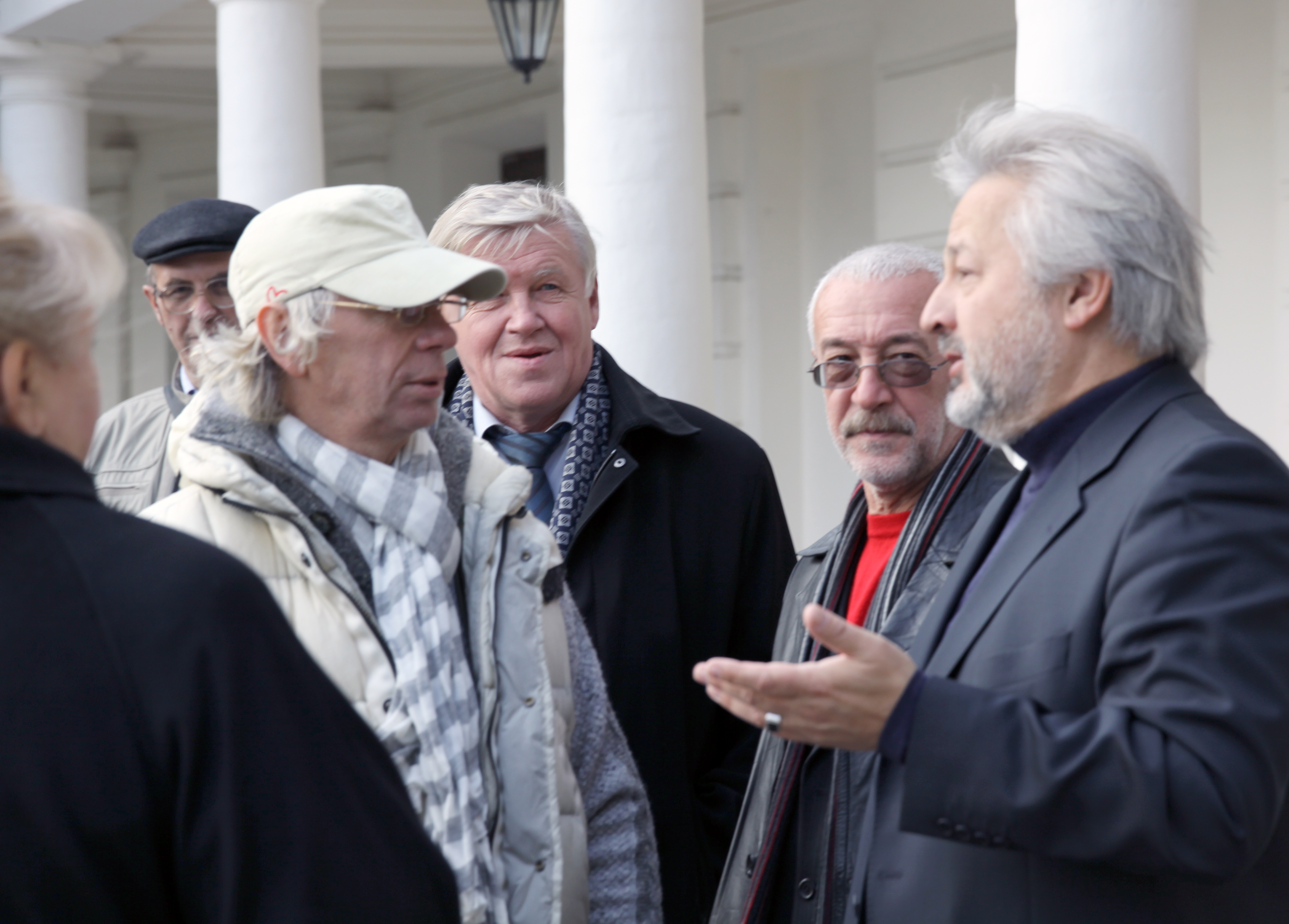
Однокашники по МВТУ. 2013 г.
Справа налево: Михаил Лермонтов, Валерий Янибеков, Андрей Павло́вич, Аркадий Укупник, Сергей Минашин.

Михаил родился 27 января 1953 года в Пятигорске. Учился в средней школе города Фролово Волгоградской области, затем в 1970 году поступил и в 1976 году закончил Московское высшее техническое училище имени Баумана по специальности «Оборудование и технология сварочного производства» (кафедра АМ-7). Учился в одной группе с Аркадием Укупником.
По окончании института Михаил был распределён в Электростальский филиал ВНИИ неорганических материалов им. А. А. Бочвара, где на различных должностях проработал с 1976 по 1994 годы. Одновременно, там же обучаясь в аспирантуре, подготовил и в 1985 году защитил диссертацию кандидата технических наук по теме «Сварка тепловыделяющих элементов ядерных реакторов».
С 1994 по 1997 годы работал директором Малого государственного предприятия «АТМА» Министерства среднего машиностроения. С 1998 по 2000 годы — заместитель директора Государственного предприятия Внешнеторговая фирма «Энергия» Минатома РФ.
В 2001—2002 годах — директор по финансовому управлению и развитию ОАО «Машиностроительный завод» Минатома РФ. В 2002—2007 годах — генеральный директор дочернего общества «Центратомснаб» Концерна «Росэнергоатом».

### Семья
Супруга — Лермонтова Елена Владимировна выпускница МВТУ им. Баумана (1977), исполнительный директор Ассоциации Лермонтовское наследие, лауреат Премии Правительства РФ в сфере культуры 2018 года.
Дочь — Лермонтова Марина Михайловна выпускница Государственной академии управления им. Орджоникидзе (2007), МБА Высшей коммерческой школы Всероссийской Академии внешней торговли (2010), исполнительный директор ООО НЛЦ в Середниково.
Сын — Лермонтов Юрий Михайлович выпускник МГУ им. М. В. Ломоносова (2006), кандидат юридических наук, вице-президент Ассоциации Лермонтовское наследие, лауреат Премии Правительства РФ в сфере культуры 2018 года.

## Общественная деятельность

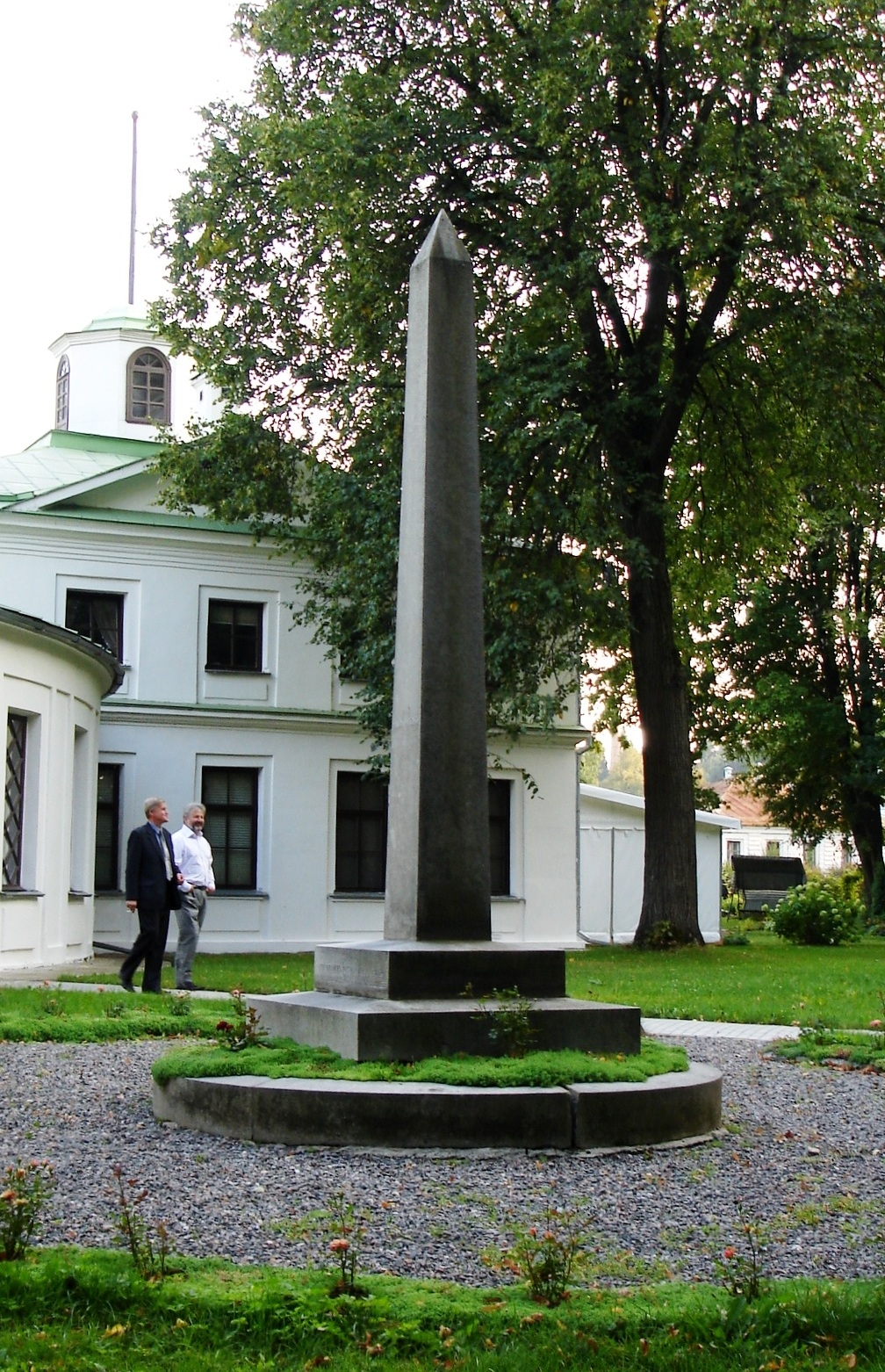
Михаил Лермонтов (справа) у Обелиска в Середниково. 2005 г.

### Ассоциация «Лермонтовское наследие»
В 1991 году Михаил Юрьевич стал сооснователем и президентом ассоциации «Лермонтовское наследие», которая объединила ныне живущих Лермонтовых из России и США, Франции, Бразилии, Швейцарии, Боснии, Герцоговины и шотландских и австралийских Лермо́нтов. В 1992 году ассоциация учредила «Национальный лермонтовский центр в Середниково», директором которого также стал Михаил Юрьевич. В 1995 году лермонтовский центр заключил с администрацией Московской области договор аренды на 49 лет находящегося в аварийном состоянии объекта культурного наследия федерального значения усадьбы «Мцыри (Спасское) XVII—XVIII вв.» (историческое название — «Усадьба Середниково»). Усадьба известна как место, где поэт провёл четыре летних сезона, а его троюродный брат Пётр Столыпин детские годы. В советское время здесь находился противотуберкулёзный санаторий. Ставившаяся ассоциацией цель — возрождение усадьбы как культурно-мемориального комплекса ныне реализована.
Кроме того, в 2023 году на месте разрушенного храма в усадьбе Каргашино Сасовского района Рязанской области на средства семьи, рядом с разорённым склепом прадеда В. Ф. фон дер Лауница была завершена постройка Храма-памятника.

### Общественная жизнь
- с 1991 года — Президент Ассоциации «Лермонтовское наследие».
- с 1992 года — Директор ООО «Национальный Лермонтовский центр в Середниково»[12].
- с 2000 совместно с С. П. Капицей и В. С. Стёпиным года сооснователь и Председатель Московского клуба[2].
- с 2004 года — член попечительского совета Национального фонда «Возрождение русской усадьбы»[13].
- с 2005 по 2012 — советник Министра культуры РФ на общественных началах.
- с 2008 года Председатель Совета Школы Здравого Смысла[14].
- с 2008 по 2013 год — председатель Комиссии по культурной информационной и градостроительной политике Общественного совета города Москвы.
- с 19.02.2008 — заместитель председателя Федерального научно-методического совета по культурному наследию при Минкультуры и массовых коммуникаций РФ[15].
- с 2010 года — член Учёного совета Российской международной академии туризма (РМАТ)[16].
- 2010 год — избирается председателем организованного им Народного собрания России, как гражданской инициативы[17]. Отделения образованы в 53 субъектах России. В проекте принял участие Вячеслав Рудников и Александр Владимиров[18].
- с 05.07.2012 по 28.03.2013 — создание, работа председателем и роспуск Российской консервативной партии «За нашу Родину»[19][20].
- с 2012 года — член Президиума Российского конгресса народов Кавказа[21].
- с 2013 по 2016 год — председатель Комиссии по культуре Общественной палаты города Москвы.
- с 2014 по 2016 год — член Общественного совета Минкультуры РФ[22].
- с 2014 по 2017 годы — первый заместитель Председателя Комиссии по культуре Общественной палаты РФ пятого состава.
- с октября 2015 года — председатель Правления Ассоциации владельцев исторических усадеб[23].
- с 2016 года — директор ООО Институт русско-китайского института стратегического взаимодействия[24].
- с октября 2016 по декабрь 2022 года — заместитель, а с декабря 2019 года председатель Общественного совета при Минкультуры РФ[25].
- с апреля 2018 года — президент Фонда возрождения, сохранения и использования объектов культурного и природного достояния «Национальное наследие»[26].
- с августа 2021 года Председатель Президиума Российского конгресса народов Кавказа[27].
- 11 декабря 2021 года избран Предводителем Российского Дворянского Собрания[28].
- с 2022 года — Почётный куратор Института Русской Политической Культуры[29].
- с 2023 года член Императорского Православного Палестинского Общества.
- с 2022 года член Преображенского клуба[30].

## Гражданская позиция
- «Правда всегда была для меня святыней» М. Ю. Лермонтов
- «Будем всегда служить Отечеству верой и правдой и тем посрамим врагов наших!» А. В. Суворов
- Будущее России — Священный Соборный Союз Народа и Верховного Правителя.
- Духовные Скрепы Священного Союза — «чувство Правды в сердце, как святое вечности зерно» — Идеология Правды и Этика Совести.
- Народ России — Хозяин Земли Русской.
- Народная Опричнина — общественный контроль за всеми ветвями и уровнями управительной власти.
- Удел России — Всемирность. Если победит Россия, то победит и весь мир[31].
- «Настала пора нам стать народом, который по праву во все времена был хозяином земли русской, и распорядиться своим правом по правде и по справедливости!»[20].
- «Церковь становится не только хранилищем религиозных откровений, но и активным участником формирования и воспитания гражданской позиции молодых людей, скрепой культурного кода в обществе и принципов жизнеустройства страны»[32].
- «Необходимо совокупное представление о мироздании во всех его проявлениях, которые мы можем воспринимать своими органами чувств»[33].
- «Дети должны предложить нам общее будущее, а мы должны принять эту модель и оформить её надлежащим образом. Общественная палата РФ — это та площадка, на которой идёт конструирование будущего»[34].
- «Дело поэзии живёт и побеждает. Человечество, к сожалению, а может, и к радости, не находит больше способа объясниться с миром, нежели как высоким поэтическим слогом»[35].
- «Нынешнее поколение людей ждёт воплощения мечты о счастье, о благоденствии, о красоте и справедливости»[36].
- «Украина действительно стала рабом своих господ из-за океана»[37].
- «Наказ правды: Пять столпов будущей России»[38].
- К 2014 году путём проведения широких общественных слушаний обосновал изменение государственной культурной политики, до этого закреплённой в положении о Минкультуры РФ, с «подготовки эффективных менеджеров и квалифицированных потребителей» на «воспитание гармонично развитой личности на основе традиционных ценностей» впоследствии утверждённых в указах Президента РФ № 808 от 24.12.2014[39] и № 809 от 09.11.2022[40].
- В 2021 году добился проведения Общественным советом при Министерстве культуры слушаний о соответствии репертуара театров Стратегии национальной безопасности.
- К 70-летию со дня своего рождения издал сборник опубликованных статей СЕРЕДНИКОВСКИЕ ПРАВЕДЫ 2002—2022[41] Служить Отечеству с чувством правды в сердце.

## Премии и награды

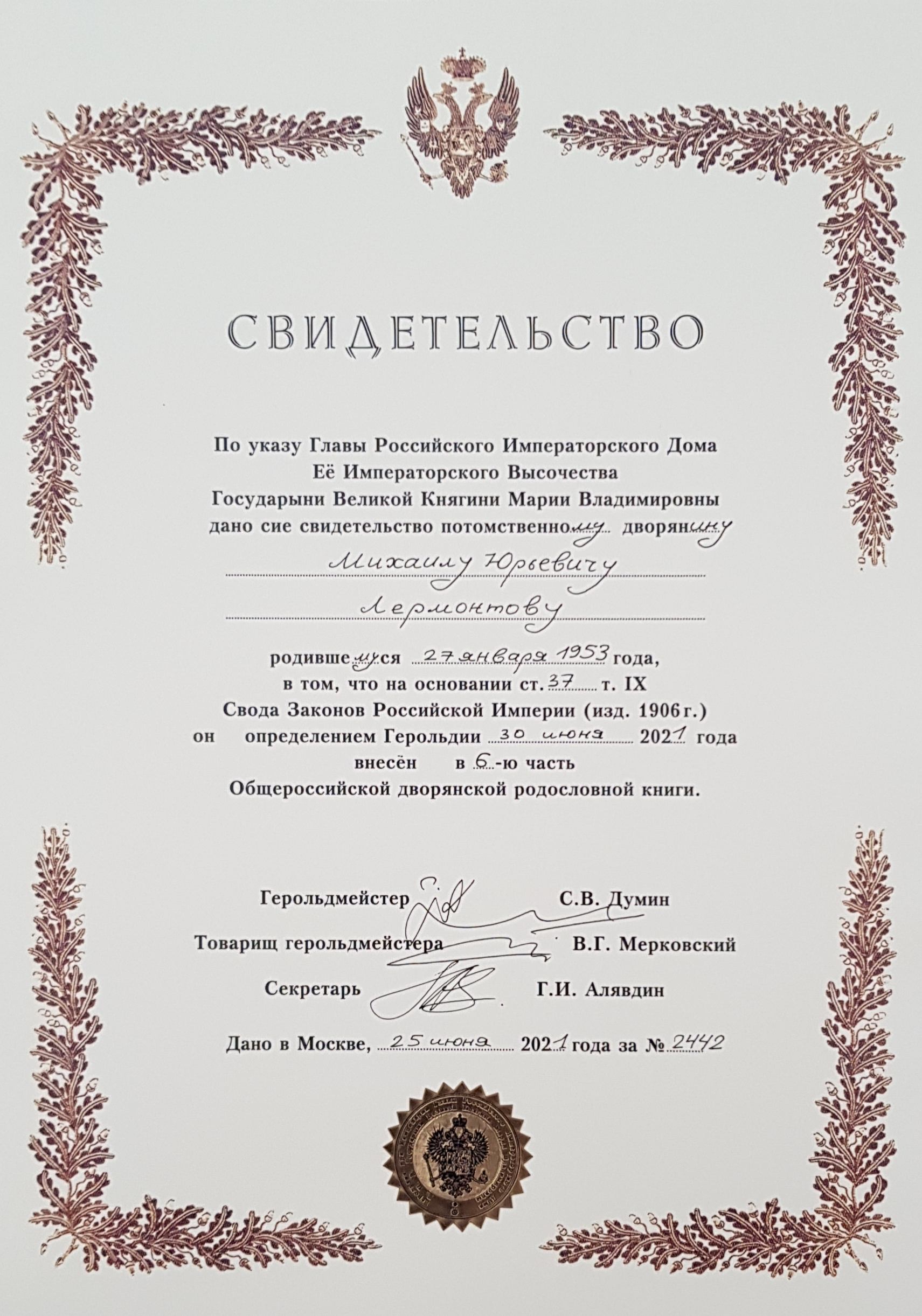
Свидетельство о потомственном дворянстве Михаила Лермонтова. 2021 г.

- Специальный диплом Российской государственной библиотеки в номинации «Память» в рамках национальной премии «Лучшие книги и издательства года — 2008»[42] за издание книги «Лермонты — Лермонтовы. 1057—2007. К 950-летнему юбилею фамилии». Авторы Татьяна Молчанова и Рекс Лермонт[43].
- Международная премия «Человек года — 2012» в номинации «Память», за вклад в развитие отечественной культуры и пропаганду наследия поэта Михаила Лермонтова[44].
- Премия Правительства РФ в сфере культуры 2013 года за просветительский проект в области литературы Альманах «День поэзии — XXI век»[45].
- Премия Правительства РФ в сфере культуры 2018 года за «Возрождение исторической усадьбы Середниково как мемориального центра великого русского поэта М. Ю. Лермонтова» (28 января 2019 года)[46].
- Русский биографический институт внёс имя Михаила Лермонтова в список «Людей 10-летия (2010—2020 гг.)»[47].
- По указу главы Российского Императорского Дома княгини Марии Владимировны определением Герольдии от 21 июня 2021 года, как потомственный дворянин, внесён в шестую часть Общероссийской дворянской родословной книги, то есть, отнесён к столбовым дворянам.
- 2021—2023 годах Митрополит Ставропольский и Невинномысский Кирилл наградил Михаила Юрьевича Епархиальными медалями «Ставропольский крест» второй № 40 и третьей № 199 степени за труды и заслуги перед Ставропольской и Невинномысской епархией.
- По указу Главы Российского Императорского Дома Государыни Великой Княгини Марии Владимировны награждён Императорскими орденами Святого Станислава II степени и Святой Анны III степени.
- Приказом командира в/ч 12315 № 23/24 от 03.05.2024 награждён знаком «Волонтёр России», а 16.07.2024 медалью «За содействие СВО».